# Schwarzwaldmädel (Operette)

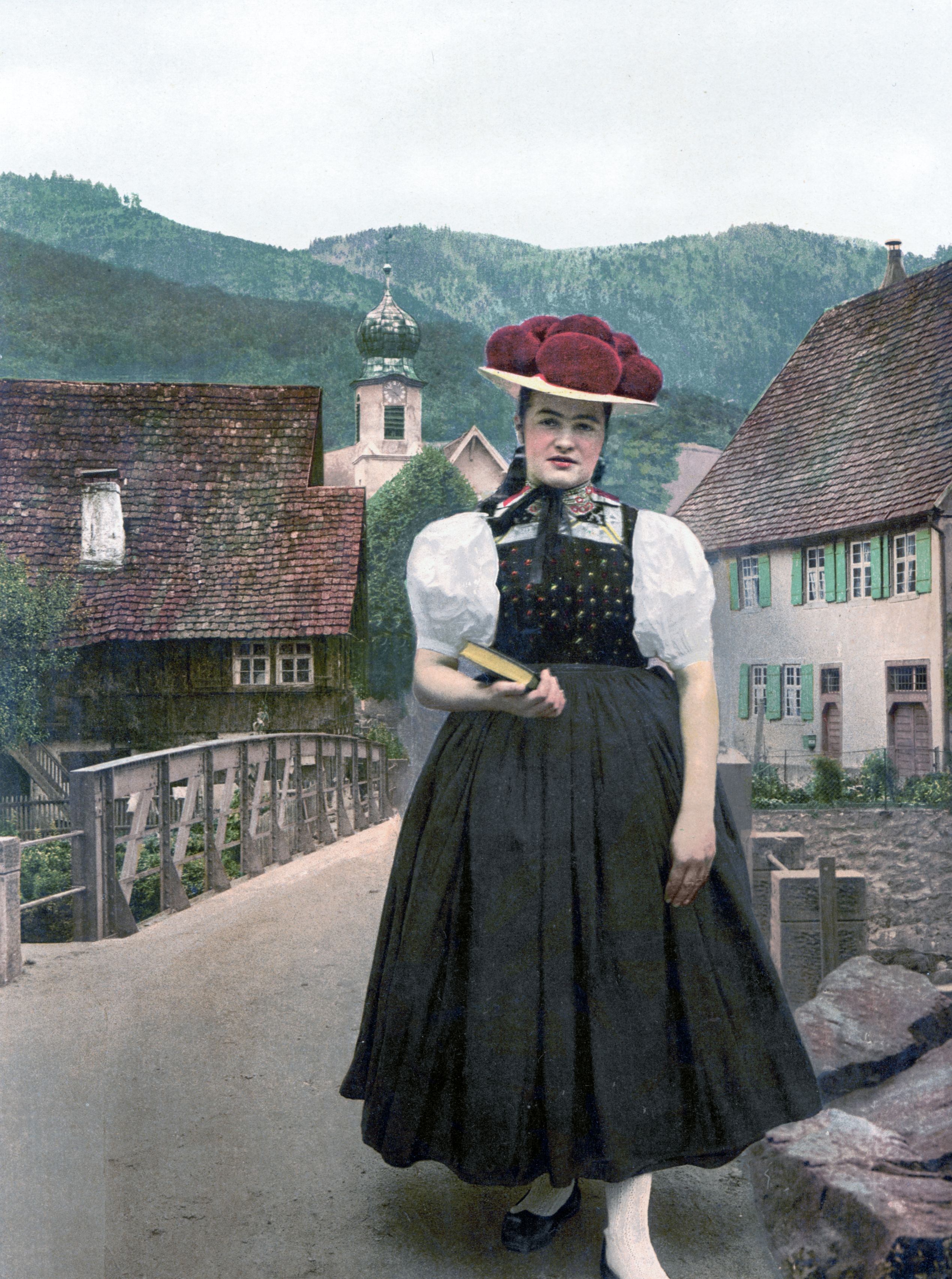
Gutacherin in Tracht, 1898

Schwarzwaldmädel (manchmal heißt es auch Das Schwarzwaldmädel) ist eine Operette in drei Akten von Leon Jessel. Das Libretto verfasste August Neidhart. Die Uraufführung fand am 25. August 1917 in der Alten Komischen Oper Berlin in Berlin statt.

## Orchester
Zwei Flöten (2. auch Pikkolo), zwei Oboen, zwei Klarinetten, zwei Fagotte, vier Hörner, zwei Trompeten, drei Posaunen, eine Harfe, eine Celesta, Schlagzeug und Streicher

## Handlung
Die Operette spielt in dem fiktiven Dorf „Sankt Christof“ im württembergischen Teil des Schwarzwaldes um 1917 (der Klavierauszug von 1917 bietet die Angabe „gegenwärtig“).

### Erster Akt
Im Musikzimmer des Domkapellmeisters
Malwine von Hainau ist nicht nur mannstoll, sondern auch sehr eifersüchtig. Weil sich ihr derzeitiger Schwarm Hans aber von ihr genervt fühlt, gönnt er sich von ihr eine Auszeit und fährt mit seinem Freund Richard in den Schwarzwald. Beide hoffen, dort ein wenig Ruhe zu finden. Sie landen im Dorf Sankt Christof. Obwohl der Ort nur ein kleiner Flecken ist, gibt es dort – man staune! – eine riesige Domkirche.
Als die beiden Sankt Christof erreichen, sind die Vorbereitungen zum Cäcilienfest im vollen Gange. Obwohl der Domkapellmeister dabei besonders stark gefordert ist, vermietet er trotzdem noch Gästezimmer. Er sitzt gerade in seinem Arbeitszimmer und klimpert ein bisschen auf dem Klavier, als es an die Tür klopft. Zwei junge Männer – es sind natürlich Hans und Richard – treten ein, geben sich als Wandermusikanten aus und begehren ein Nachtquartier.
Der Domkapellmeister freut sich über die Abwechslung. Er unterhält sich glänzend mit den Fremden. Bald darauf klopft es erneut, und Malwine von Hainau betritt den Raum. Sie hat nämlich herausbekommen, wohin sich ihr Geliebter zurückgezogen hat. Jetzt hofft sie, ihn in dem schönen Schwarzwalddorf umstimmen zu können. Gleich wird ihr aber klar, dass sich Hans jetzt zu dem jungen Schwarzwaldmädel hingezogen fühlt, das in dem Haus beschäftigt ist. Wer aber geglaubt hat, sie ließe nun wieder ihrer Eifersucht freien Lauf, irrt sich. Schließlich ist ja noch ein weiterer junger Mann im Haus, nach dem sie ihre Fühler ausstrecken kann: Richard!
Schwärmerische Gedanken befallen auch Blasius Römer, den Domkapellmeister. Obwohl er eigentlich fast schon das Pensionsalter erreicht hat, fühlt er sich wie im zweiten Frühling. Er hat sich heimlich in seine junge Haushaltshilfe Bärbele verliebt. Schon verschiedene Male hatte er den Entschluss gefasst, sie zu fragen, ob sie ihn heiraten werde, aber immer, wenn es ernst wurde, traute er sich dann doch nicht. Bärbele hat ihn zwar gern und küsst ihn hin und wieder flüchtig auf die Wange, aber dies ist eher so zu verstehen, als ob eine Tochter ihrem Vater ein Küsschen gibt.

### Zweiter Akt
Im Hof des „Blauen Ochsen“ am Tag des Cäcilienfestes
Nach dem Festgottesdienst trifft sich das ganze Dorf im Hof des „Blauen Ochsen“. Musikanten spielen zum Tanz auf. Es wird viel gelacht und manchmal auch gestritten. Auch ein Tourist aus Berlin feiert mit. Er hat eine große Klappe und nervt die einheimischen Dorfbewohner.
Das Gerücht breitet sich aus, der alte Römer wolle noch heute seiner Haushaltshilfe einen Heiratsantrag machen. Die alte Traudl – eine Frau, die von vielen im Dorf gehänselt wird – geht auf den Domkapellmeister zu und sagt ihm offen ins Gesicht, er solle bloß keine Dummheit begehen. Doch darüber kann der alte Römer nur lachen. Es vergehen aber nur wenige Minuten, da bleibt ihm das Lachen im Halse stecken, als er sieht, wie „sein“ liebes Bärbele mit dem hergelaufenen „Wandermusikanten“ flirtet.
Die Kapelle bittet um Ruhe und kündigt als nächsten Tanz die Cäcilienpolka an. Nach alter Sitte herrscht dabei Damenwahl. Bärbele entscheidet sich für den alten Römer; aber ein Tanz ist mit der Würde seines kirchlichen Amtes nicht vereinbar. Deshalb gibt er Bärbele einen Korb. Ein paar junge Burschen, denen dieser Affront nicht entgangen ist, beginnen Bärbele zu verspotten. Als sie dann auch noch als Hexe bezeichnet wird, kann sich Hans nicht mehr zurückhalten. Wütend geht er auf einen der Männer zu und löst damit eine riesige Schlägerei aus. Der Wirt des „Blauen Ochsen“ muss seine ganze Kraft aufwenden, um wenigstens einigermaßen die Ruhe wiederherzustellen.

### Dritter Akt
Im Wirtshaus am Tag danach
Der Bürgermeister von Sankt Christof will unbedingt herausbekommen, wer gestern die Schlägerei begonnen hat, aber all seine Versuche, das Rätsel zu lösen, scheitern. Am Ende hat er lediglich erfahren, dass sich Malwine von Hainau mit Richard verlobt hat.
Bärbele bekommt eine schlechte und eine gute Nachricht gleichzeitig: Sie erfährt, dass ihr Vater verstorben ist und ihr ein großes Vermögen hinterlassen hat. Als diese Kunde auch den alten Römer erreicht, kommt er endlich zur Einsicht: Würde er jetzt immer noch um Bärbele werben, hieße es im ganzen Dorf, er sei ein Mitgiftjäger.
Bärbele offenbart dem Domkapellmeister, dass sie in Hans den Mann fürs Leben gefunden habe und mit ihm in die Stadt ziehen werde. Diese Nachricht stimmt den Domkapellmeister tief traurig. Als holde Trösterin bleibt ihm jetzt nur noch seine Kirchenmusik.

## Musik
Es handelt sich mehr um ein Singspiel als um eine Operette. Folgende Musiknummern gehen aus dem Klavierauszug hervor:
Erster Akt
- Nr. 1 Introduktion und Szene (Römer, Bärbele): O sancta Cäcilia
- Nr. 2 Quintett (Bärbele, Hannele, Römer, Hans, Richard): Wir sind auf der Walz
- Nr. 3 Terzett (Hans, Richard, Römer): Die Weibsleut, die sind eine Brut
- Nr. 4 Duett (Malwine, Richard): Lockende Augen holder Sirenen
- Nr. 5 Duett (Lorle, Theobald): Das Glück kehrt niemals bei uns ein
- Nr. 6 Finale I (Malwine, Hans, Bärbele, Römer)

Zweiter Akt
- Nr. 7 Introduktion & Chorszene (Kinderchor, Chor, Römer): Ei, sehet doch die Hex
- Nr. 7a Melodram (Römer)
- Nr. 8 Quintett (Malwine, Lorle, Bärbele, Hannele, Richard): Mädle aus dem schwarzen Wald
- Nr. 9 Duett (Malwine, Richard): Malwine, ach Malwine
- Nr. 10 Duett (Bärbele, Römer): Erklingen zum Tanze die Geigen
- Nr. 11 Finale II (Bärbele, Malwine, Lorle, Hans, Richard, Theobald, Römer, Chor)

Dritter Akt
- Nr. 12 Entr'akt und Lied (Lorle): Scheint die Sonn herein
- Nr. 13 Marschterzett (Malwine, Richard, Schmusheim): Es kann ein Bub sein
- Nr. 14 Schlußgesang (Bärbele, Hans, Römer): Erklingen zum Tanze die Geigen

## Aufführungen
Von der Uraufführung im Jahr 1917 bis zum Verbot der Aufführung im Jahr 1933 in der Zeit des Nationalsozialismus wurde die Operette über 6000 Mal gespielt. Da sie auch unter den Nationalsozialisten bis zu Himmler und Hitler Freunde hatte, durfte sie noch bis 1937 aufgeführt werden. Nach 1945 wurde sie durch Verfilmungen wieder bekannt. Die Hauptrollen in der Uraufführung spielten Gustav Charlé (Domkapellmeister Blasius Römer) und Steffi Walidt („Bärbele“). Im Sommer 2019 erlebt das Stück in der Schweiz, bei den Freilichtspielen Moosegg, eine Wiederaufführung in einer überarbeiteten und aktualisierten Fassung.

## Verfilmung
Schwarzwaldmädel wurde 1920 von Arthur Wellin als Stummfilm verfilmt. Weitere frühere Verfilmungen der Operette war Victor Jansons 1929 erschienener Film Schwarzwaldmädel sowie Georg Zochs Version aus dem Jahr 1933, die ebenfalls unter dem Titel der Operette erschien.
Im Jahr 1950 wurde die Operette unter der Regie von Hans Deppe ebenfalls als Schwarzwaldmädel verfilmt. Das Hauptgerüst der Handlung wurde beibehalten und lediglich in den Nebensträngen verändert.
Eine erste Fernsehadaption, die den Inhalt entscheidend änderte, entstand 1963. Eine zweite Fernsehbearbeitung, die sich eng an das Original hielt, folgte 1973.

## Trivia
Jessel vererbte der Jugend- und Familienhilfe des Bezirksamts Wilmersdorf von Berlin Stiftungsmittel.

## Ausstellungen
- 30. Juni bis 8. September 2017: Schwarzwaldmädel, „SWR-Studio Freiburg“